# Limenitis ursula
Limenitis ursula är en fjärilsart som beskrevs av Fabricius 1793. Limenitis ursula ingår i släktet Limenitis och familjen praktfjärilar. Inga underarter finns listade i Catalogue of Life.